# Glafsfjorden
Glafsfjorden ist ein Binnensee in West-Värmland. Er hat eine Fläche von 100 km² und ist an der tiefsten Stelle 36 m tief. Über den Byälven und den Säfflekanal ist er auf dem Wasserweg mit dem Vänern verbunden. Die größte Stadt am Glafsfjord ist Arvika.